# Алберт I фон Алтенбург
Алберт I фон Алтенбург (на немски: Albert I von Altenburg; † 1228/1229) е господар на Алтенбург в Тюрингия‎.
Той е син на Хайнрих I фон Алтенбург († сл. 1189).

## Деца
Алберт I фон Алтенбург има една дъщеря:
- Юта фон Алтенбург († сл. 1 май 1268), наследничка на Фогтсберг и Йолзниц, омъжена пр. 1238 г. за фогт Хайнрих IV фон Вайда (* ок. 1182; † сл. 7 февруари 1249), разделят се 1238 г. Юта основава след раздялата манастир Кроншвиц, става приорин и умира там.